# Bislig
Bislig (Sugboanón Dakbayan sa Bislig, filipino Lungsod ng Bislig) es una ciudad filipina de tercera categoría (Component), situada en la parte nordeste de la isla de Mindanao. Forma parte de  la provincia de Surigao del Sur situada en la Región Administrativa de Caraga, también denominada Región XIII. Para las elecciones está encuadrado en el segundo distrito electoral.

## Geografía
Situado en el sur de la provincia, 100 km al sur  de la ciudad de Tandag, su capital.
Su término linda al norte con el de  Jinatuán; al sur con los de Trento de Agusán y de Linguig; al este con la bahía de Bislig que se abre al mar de Filñipinas; y al oeste con la vecina provincia de Agusán del Sur, municipios de Rosario, Bunaguán y Trento.

### Barrios
El municipio  de Bislig se divide, a los efectos administrativos, en 24 barangayes o barrios, conforme a la siguiente relación:
| - Bucto - Burboanán - Caguyao - Coleto - Cumaguás (Cumawas) - Kahayag | - Labisma - Lawigán - Maharlika - Mangagoy (City Downtown) - Mone - Pamanlinán | - Pamaypayán - Población (Ayuntamiento) - San Antonio - San Fernando - San Isidro de Bagnán - San José | - San Roque de Cadanglasán - San Vicente - Santa Cruz - Sibaroy - Tabón - Tumanán |

### Idioma
Sus habitantes emplean el dialecto Kamayo, una lengua menor que se habla además en parte de los municipios de Barobo, San Agustín y Marihatag. A principios del siglo XXI lo hablaban solamente 7.565 personas.

### Comunicaciones
Cruce de caminos:
S00300, carretera de Surigao a Dávao por la costa (Surigao-Davao Coastal Rd) entre las localidades de Tagbina, al norte  y Linguig, al sur. Bislig dista 208 km de Dávao y 152 km. sw Tandag.  Esta carretera atraviesa los barrios de San Roque de Cadanglasán (PK.1450), Maharlika, Kahayag, San Fernando, Población, Cumaguás, Mangagoy, Tabón y San Antonio (PK.1475).
S00312, carretera del Cruce (Jct) Lingig (S00300) a Trento con 13.38 km en el distrito 2.º.
Por esta carretera accede a Butuán, la capital regional. Atraviesa los barrios de San Antonio, San José, San Isidro, San Roque,  Santa María y Pangyán, continuando hasta conectar con la Autopista Marhalika (Pan-Philippine Highway) en la población del municipio vecino de Trento de Agusán.

### Demografía
Según datos del censo de 2000 este municipio contaba con una población de 97 860 personas que ocupaban 18 269 hogares.

## Historia
El actual territorio de la provincia de Surigao del Sur  fue parte de la provincia de Caraga durante la mayor parte de la Capitanía General de Filipinas (1520-1898).

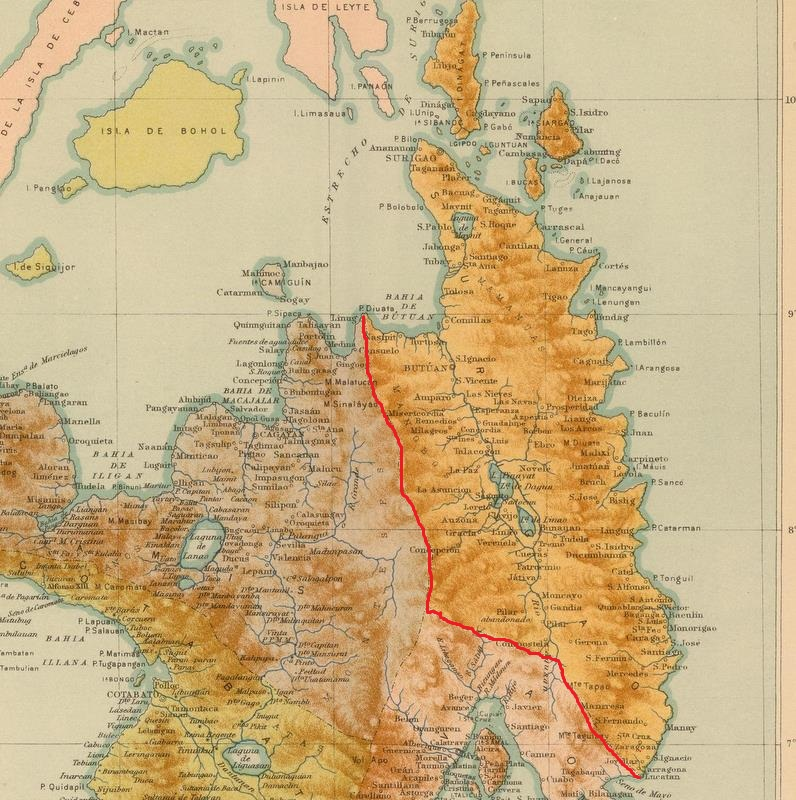
Provincia de Surigao en 1899.

A principios del siglo XX la isla de Mindanao se hallaba dividida en siete distritos o provincias.
El distrito 3º de Surigao, llamado hasta 1858  provincia de Caraga, tenía por capital el pueblo de Surigao e incluía la  Comandancia de Butuan.
Uno de sus pueblos era Bislig que entonces contaba con 7.217, con las visitas de Jinatúan, San Juan, Malixi, Linguig, Loyola, San José, El Bruch y Carpineto.
San José hoy es uno de los barrios de Bislig.
Durante la ocupación estadounidense de Filipinas  fue creada la provincia de Surigao que contaba con  14  municipios, Bislig no figuraba en la relación.
El 18 de septiembre de 1960 la provincia de Surigao fue dividida en dos: Surigao del Norte y Surigao del Sur.